# Мирзоев, Юсиф Вели оглы
Юсиф Вели оглы Мирзоев (азерб. Yusif Vəli oğlu Mirzəyev; 23 мая 1958 — 19 февраля 1993) — военнослужащий Вооружённых сил Республики Азербайджан, заместитель командира бригады, Национальный Герой Азербайджана (1993).

## Биография
Родился Юсиф Мирзоев 23 мая 1958 года в селе Беюкдюз, Бабекского района, Нахичеванской Автономной Республики, Азербайджанской ССР. В 1975 году Мирзоев завершил обучение в средней школе № 1 имени Сафарли. Получил образование в Азербайджанском институте народного хозяйства имени Дадаша Буниатзаде. В 1988 году он присоединяется к народному движению в защиту целостности Азербайджанской Республики. В январе 1990 году он принимал участие в Бакинских событиях, за что был арестован комендантом города Баку. Находясь под арестом подвергся жестоким пыткам. После этого добровольно принял решение присоединиться к национальным отрядам самообороны.
Юсиф мирзоев принимал участие в вооружённых противостояних за Геранбой и Агдару. С отрядом из 14 человек бойцов Юсиф участвует в большинстве столкновений на территории Нагорного Карабаха. При обороне Агдары проявил смекалку и создал видимость присутствия в населённом пункте большого по численности отряда. Противник не рискунул атаковать оборонительные рубежи.
После того, как экстренно обострилась болезнь почек, он отбыл для лечения в один из госпиталей. В одной палате с ним проходил курс лечения известный азербайджанский исполнитель авторских песен Шамистан Ализаманлы. Автор сочинил песню про Героя Азербайджана. Не до конца излечившись, Юсиф покинул больницу и вновь отправился на фронт.
В Баку Юсифу Мирзоеву предлагали различные должности, но он не согласился. 19 февраля 1993 года в Агдаре, пытаясь спасти осажденных солдат, он был смертельно ранен. 

## Память
Указом Президента Азербайджанской Республики № 495 от 27 марта 1993 года Юсифу Вели оглы Мирзоеву было присвоено звание Национального Героя Азербайджана (посмертно).
Похоронен в Аллее Шехидов города Нахичевань.
- Шамистан Ализаманлы, исполнил и посвятил песню Герою Юсифу Мирзоеву "Отважный солдат, твердо стой".
- В городе Нахичевань установлен бюст Национальному Герою Азербайджану.
- Школе № 44 в Насиминском районе города Баку присвоено имя Национального Героя Азербайджана, перед зданием школы установлен бюст[4].